# Ralph de Warneville
Ralph de Warneville (1132 ? – 10 settembre 1191) è stato un vescovo cattolico e politico inglese.

## Biografia
De Warneville fu il ventesimo Lord cancelliere d'Inghilterra dal 1173 al 1181.
Fu anche Tesoriere di York.
In seguito, nel 1182, divenne Vescovo di Lisieux, posizione che mantenne fino alla morte.